# Dioscorea tubulosa
Dioscorea tubulosa är en enhjärtbladig växtart som beskrevs av August Heinrich Rudolf Grisebach. Dioscorea tubulosa ingår i släktet Dioscorea och familjen Dioscoreaceae. Inga underarter finns listade i Catalogue of Life.